# MLS Next Pro
Die MLS Next Pro (Eigenschreibweise MLS NEXT Pro) ist eine Fußball-Liga in Nordamerika, die 2022 den Spielbetrieb aufnahm. Sie besteht aus 29 Franchises aus den USA und Kanada und dient primär der Nachwuchsförderung. Fast alle Mannschaften sind Farmteams – faktisch vergleichbar mit einer Zweitmannschaft in Europa – eines Franchises der Major League Soccer (MLS); lediglich Carolina Core und der Chattanooga FC agieren eigenständig. Die Liga wurde von der United States Soccer Federation hinter der MLS und USL Championship neben der USL League One sowie NISA im US-amerikanischen Fußballligensystem als 3. Liga angesiedelt.

## Geschichte
Im Juni 2021 kündigte die Major League Soccer an, eine neue Liga zu gründen, die der Nachwuchsförderung dienen und ab der Saison 2022 den Spielbetrieb aufnehmen soll. Bereits von 2004 bis 2014 hatte mit der MLS Reserve League eine ähnliche Liga existiert. Anfang Dezember 2021 wurden die 21 Franchises vorgestellt, die an der ersten Saison teilnehmen sollten. 20 Teams waren Farmteams von MLS-Franchises, lediglich der Rochester New York FC agierte eigenständig. Neben 10 neugegründeten Teams wechselten 11 MLS-Farmteams in die Liga, die zuletzt in der USL Championship oder USL League One gespielt hatten; zur Saison 2023 sollten auch die Teams folgen. Zukünftig sollen auch weitere unabhängige Mannschaften zum Teilnehmerfeld zählen. Die United States Soccer Federation siedelte die Liga hinter der USL Championship und neben der USL League One sowie NISA im US-amerikanischen Fußballligensystem als 3. Liga an. Auf- und Abstiege sind aufgrund des Franchise-Systems jedoch nicht möglich.
Zur Saison 2023 wechselten drei der übrigen vier MLS-Farmteams aus der USL Championship in die Liga. Lediglich Loudoun United verwarf den Plan. Zudem wurden vier MLS-Farmteams neugegründet. Der eigenständige Rochester New York FC verließ die Liga wieder, die fortan 27 Franchises umfasst.

## Modus
Die 29 Franchises sind in eine Eastern (15) und Western Conference (14) aufgeteilt. Die acht besten Mannschaften einer Conference qualifizieren sich für die Play-offs.

## Kaderregeln
In der Saison 2025 darf ein Kader maximal 35 Spieler umfassen. Maximal 30 Kaderplätze dürfen mit Profis und maximal elf mit Amateuren besetzt werden. Zudem dürfen während eines Spiels maximal fünf Akademie-Spieler pro Mannschaft gleichzeitig auf dem Feld stehen. Im Gegensatz zu anderen nordamerikanischen Sport-Profiligen existiert keine Gehaltsobergrenze (salary cap), ferner gibt es keine Altersgrenzen.

## Franchises

### Eastern Conference
| Franchise                 | Einstieg | Standort         | Bundesstaat/Provinz | Vorherige Liga          | MLS-Partner            |
| ------------------------- | -------- | ---------------- | ------------------- | ----------------------- | ---------------------- |
| Atlanta United 2          | 2023     | Kennesaw         | Georgia             | USL Championship        | Atlanta United         |
| Carolina Core             | 2024     | High Point       | North Carolina      | Neugründung             | eigenständig           |
| Chattanooga FC            | 2024     | Chattanooga      | Tennessee           | NISA                    | eigenständig           |
| Chicago Fire II           | 2022     | Bridgeview       | Illinois            | Neugründung             | Chicago Fire           |
| FC Cincinnati 2           | 2022     | Highland Heights | Kentucky            | Neugründung             | FC Cincinnati          |
| Columbus Crew 2           | 2022     | Columbus         | Ohio                | Neugründung             | Columbus Crew          |
| Crown Legacy              | 2023     | Matthews         | North Carolina      | Neugründung             | Charlotte FC           |
| Huntsville City FC        | 2023     | Huntsville       | Alabama             | Neugründung             | Nashville SC           |
| Inter Miami II            | 2022     | Fort Lauderdale  | Florida             | USL League One          | Inter Miami            |
| New England Revolution II | 2022     | Foxborough       | Massachusetts       | USL League One          | New England Revolution |
| New York City FC II       | 2022     | New York City    | New York            | Neugründung             | New York City FC       |
| New York Red Bulls II     | 2023     | Montclair        | New Jersey          | USL Championship        | New York Red Bulls     |
| Orlando City B            | 2022     | Kissimmee        | Florida             | USL League One (2020)   | Orlando City           |
| Philadelphia Union II     | 2022     | Chester          | Pennsylvania        | USL Championship (2020) | Philadelphia Union     |
| Toronto FC II             | 2022     | Toronto          | Ontario, Kanada     | USL League One          | Toronto FC             |

### Western Conference
| Franchise                                        | Einstieg | Standort      | Bundesstaat/Provinz      | Vorherige Liga          | MLS-Partner          |
| ------------------------------------------------ | -------- | ------------- | ------------------------ | ----------------------- | -------------------- |
| Austin FC II                                     | 2023     | Austin        | Texas                    | Neugründung             | Austin FC            |
| Colorado Rapids 2                                | 2022     | Denver        | Colorado                 | Neugründung             | Colorado Rapids      |
| Houston Dynamo 2                                 | 2022     | Houston       | Texas                    | Neugründung             | Houston Dynamo       |
| Los Angeles FC 2                                 | 2023     | Fullerton     | Kalifornien              | Neugründung             | Los Angeles FC       |
| Minnesota United 2                               | 2022     | Saint Paul    | Minnesota                | Neugründung             | Minnesota United     |
| North Texas SC                                   | 2022     | Arlington     | Texas                    | USL League One          | FC Dallas            |
| Portland Timbers 2                               | 2022     | Portland      | Oregon                   | USL Championship (2020) | Portland Timbers     |
| Real Monarchs                                    | 2022     | Herriman      | Utah                     | USL Championship        | Real Salt Lake       |
| Sporting Kansas City II                          | 2022     | Kansas City   | Missouri                 | USL Championship        | Sporting Kansas City |
| St. Louis City 2                                 | 2022     | St. Louis     | Missouri                 | Neugründung             | St. Louis City       |
| Tacoma Defiance                                  | 2022     | Tukwila       | Washington               | USL Championship        | Seattle Sounders     |
| The Town FC (2022–2023: San Jose Earthquakes II) | 2022     | Moraga        | Kalifornien              | Neugründung             | San José Earthquakes |
| Vancouver Whitecaps 2                            | 2022     | Burnaby       | British Columbia, Kanada | Neugründung             | Vancouver Whitecaps  |
| Ventura County FC (2023: LA Galaxy II)           | 2023     | Thousand Oaks | Kalifornien              | USL Championship        | LA Galaxy            |

### Zukünftige Franchises
| Franchise           | Einstieg | Standort     | Bundesstaat/Provinz | Vorherige Liga | MLS-Partner  |
| ------------------- | -------- | ------------ | ------------------- | -------------- | ------------ |
| Cleveland           | 2026     | Cleveland    | Ohio                | Neugründung    | eigenständig |
| Connecticut United  | 2026     | Bridgeport   | Connecticut         | Neugründung    | eigenständig |
| Jacksonville Armada | 2026     | Jacksonville | Florida             | NPSL (2018)    | eigenständig |
| Michigan            | 2027     | Grand Rapids | Michigan            | Neugründung    | eigenständig |

### Ehemalige Franchises
| Franchise             | Einstieg | Letzte Saison | Standort | Bundesstaat/Provinz | Vorherige Liga              | MLS-Partner  |
| --------------------- | -------- | ------------- | -------- | ------------------- | --------------------------- | ------------ |
| Rochester New York FC | 2022     | 2022          | Brighton | New York            | United Soccer League (2017) | eigenständig |